# Унь
Унь (рос. Унь) — селище у складі Шалинського міського округу Свердловської області.
Населення — 187 осіб (2010, 243 2002).
Національний склад станом на 2002 рік: росіяни — 98 %.